# Communauté de communes du Pays de Niederbronn-les-Bains
Die Communauté de communes du Pays de Niederbronn-les-Bains ist ein französischer Gemeindeverband mit der Rechtsform einer Communauté de communes im Département Bas-Rhin in der Region Grand Est. Sie wurde am 16. Dezember 1998 gegründet und besteht aus 13 Gemeinden. Der Verwaltungssitz befindet sich im Ort Niederbronn-les-Bains.

## Mitgliedsgemeinden
| Gemeinde                                                | Einwohner 1. Januar 2022 | Fläche km² | Dichte Einw./km² | Code INSEE | Postleitzahl |
| ------------------------------------------------------- | ------------------------ | ---------- | ---------------- | ---------- | ------------ |
| Dambach                                                 | 758                      | 30,50      | 25               | 67083      | 67110        |
| Gumbrechtshoffen                                        | 1.128                    | 5,74       | 197              | 67174      | 67110        |
| Gundershoffen                                           | 3.779                    | 17,55      | 215              | 67176      | 67110        |
| Mertzwiller                                             | 3.391                    | 6,96       | 487              | 67291      | 67580        |
| Mietesheim                                              | 677                      | 8,49       | 80               | 67292      | 67580        |
| Niederbronn-les-Bains                                   | 4.360                    | 31,40      | 139              | 67324      | 67110        |
| Oberbronn                                               | 1.462                    | 21,15      | 69               | 67340      | 67110        |
| Offwiller                                               | 805                      | 15,92      | 51               | 67358      | 67340        |
| Reichshoffen                                            | 5.416                    | 17,64      | 307              | 67388      | 67110        |
| Rothbach                                                | 469                      | 7,99       | 59               | 67415      | 67340        |
| Uttenhoffen                                             | 212                      | 1,95       | 109              | 67502      | 67110        |
| Windstein                                               | 168                      | 11,97      | 14               | 67536      | 67110        |
| Zinswiller                                              | 725                      | 7,14       | 102              | 67558      | 67110        |
| Communauté de communes du Pays de Niederbronn-les-Bains | 23.291                   | 184,40     | 126              | –          | –            |